# Ой на ливадата червена калина
„Ой на ливадата червена калина...“ е украинска песен, написана в началото на 1914 г. в подавстрийска Галиция от Степан Чарнецки въз основа на последния куплет на казашката песен от XVII век „Разляха се стръмни брегове“. След началото на Първата световна война, вероятно допълнена от Григорий Трух, изпълнявана от сечовските стрелкови части, става народна. Известена е в няколко версии. Пеели са я бойците от Украинската въстаническа армия (УВА). През 2022 г. набира нова вълна от популярност след изпълнението на Андрий Хливнюк в първите дни на руската инвазия и кавър версията на култовата група Пинк Флойд, наречена „Хей, хей, изправи се!“.

## История на написването ѝ
Според една от версиите, първата музикална версия на композицията, близка до съвременния текст, е създадена от известния поет, режисьор, директор на украинския театър „Руска беседа“ и член на литературната група „Млада муза“ Степан Чарнецки през 1914 година. Поставяйки трагедията на Васил Пачовски за хетман Дорошенко „Слънце на разрухата“, той не е доволен от финалната песен-жалба на Украйна „Дали аз на поляната калина не бях“ и затова, за по-оптимистичен финал, вмъква в драмата украинската народната песен „Разляха се стръмни брегове“„Разляха се стръмни брегове“. Чарнецки донякъде преработва думите в нея, така че текстът й да се вписва по-добре в съдържанието на пиесата. Оставя обаче последния стих непроменен. Освен това той написва нова, подобна на фолклорна, мелодия за песента. Михайло Косак я разделя на инструменти. Всъщност, това е римейк на версията на песента, публикувана от Володимир Антонович и Михайло Драхоманов през 1875 г..
Малко по-различна версия принадлежи на самия Степан Чарнецки. През 1916 г. Лвовският вестник „Дело“ отпечатва разказ на композитора Михайло Хайворонски за произхода на някои стрелкови песни, в това число и „Червена калина“. Михайло Хайворонски отбелязва, че „песента за Червена калина идва от Слънце на разрухата на Васил Пачовски“. Тя бива разпространена от украинския театър с представление на тази драма в Лвов и други градове в Галисия.
От думите на Михайло Хайворонски би могло да се разбере, че автор на песента предположително е авторът на „Слънце на разрухата“ Васил Пачовски, а заслугата за популяризирането на песента принадлежи на режисьора и директора на Украинския театър „Руска беседа“ Йосип Стадник, който поставя първата постановка на произведението в Лвов през януари 1912 г. Вместо това напълно е премълчано участието в създаването на песента на самия Степан Чарнецки, който всъщност осъществява нова постановка на „Слънце на разрухата“ през 1914 г. и точно тогава въвежда в пиесата „Червена калина“, заменяйки казашката песен „Хей, не се чудете, добри хора“.
В писмото си до редакцията С. Чарнецки обърща внимание на тези неточности:
„Никой няма да намери тази песен в „Слънце на разрухата“ (в действие V Прися пее: „Дали аз на ливадата калина не бях?“) и също така в Лвов не са чували тази песен по време на изпълнението на споменатата драма, тъй като там в края на II действие се пее „Хей, не се чудете“, както и иска авторът. Само две години по-късно, когато със съгласието на автора адаптирах пиесата „Слънце на разрухата” и я обнових, замених песента „Хей, не се чудете” с „Червена калина”. Мелодията на тази песен е моя. Аранжирана е от тогавашния капелан гн. Михайло Коссак... Играли сме „Слънце на разрухата“ само в Самбор, Дрогобич, Стрий, Станиславов, Черновци и Чортков“.
През 1990 г. литературният критик, фолклорист и писател Федир Погребенник, изследвайки историята на произведението "Ой на ливадата червена калина...”, отбелязва, че древната казашка песен „Разляха се стръмни брегове” завършва с почти същата строфа, която най-вероятно е използвана при постановката на „Слънце на разрухата”. Степан Чарнецки под заглавието „Червена калина”:
|  | Текст на песента Гей, у лузі червона калина, / гей, гей, похилилася; Чогось наша славна Україна, / гей, гей, засмутилася. А ми ж тую червону калину, / гей, гей, та піднімемо; А ми ж свою славну Україну, / гей, гей, та розвеселимо! |  | Превод Хей, на ливадата червена калина, / хей, хей, се е превила; Защо наш'та славна Украйна, / хей, хей, се е натъжила. А ние таз червена калина, / хей, хей, и ще я изправим; А ние наш'та славна Украйна, / хей, хей, и ще я развеселим! |  |

Очевидно е, че Степан Чарнецки литературно е преработил този фрагмент от текста, като е премахнал рефрена "хей-хей" в първите три реда и е направил няколко други редакционни промени, придавайки на творбата по-ярка образност и мелодичност. Въпреки това, нито през 1916 г., когато Чарнецки разяснява думите на Михаил Хайворонски, нито през 1934 г., когато са публикувани спомените му "Моето пътуване с Мелпомена", в които се споменава за постановката на "Слънце на разрухата", той лично не претендира за авторство, като счита, че най-вероятно думите на "Червена калина", както и "Хей, не се чудете, добри хора", са с народен произход. В същото време той твърдо настоява за авторството на новата мелодия.
Премиерата на осъвременената драма „Слънце на разрухата“ от Василий Пачовски и съответно премиерата на песента „Ой на ливадата червена калина“, в действителност от една единствена строфа, се състои през февруари 1914 г. в Самбир, а вече през март лвовски артисти представят тези произведения в Дрохобич и Стрий. „Слънце на разрухата", поставена от Степан Чарнецки, се смята за несъмнен театрален успех и затова е избрана за тържествата по случай 50-годишнината на театъра на дружество „Руска Беседа“, които се провеждат в Стрий на 29 март 1914 г.
В своя репортаж за тържествата за лвовското списание „Дело“ Остап Весоловски обръща специално внимание на кулминационния епизод на „Слънце на разрухата“, когато в края на второ действие (драмата се състои от 5 действия) прозвучава „Ой на ливадата червена калина се е наклонила...“ и казашката армия под предводителството на хетман Петро Дорошенко тръгва на поход:
```
„Изпълнението на артистите в края на второто действие, когато старшината и казашката армия, запленени от речта на владиките 
Тукалски
 и Дорошенко, тръгнаха на поход под звуците на музика и песни, направи толкова силно впечатление, така развълнува и повдигна националния дух, че в запълнената до краен предел с публика зала се възцари тържествена, празнична тишина, а събралите се потръпнаха и в очите им блеснаха сълзи“
[
6
]
.
```

Изпълнението довежда до популяризиране на песента. От актьорите в театъра песента се пренася на младежта.
През юни 1914 г. театралната трупа на Украинския театър пее „Червена калина“ в Чортков заедно с участниците на фестивала Сокол-Сич. През септември 1914 г. „Червена калина“ прозвучава в Закарпатието — в село Горонди, където са били разположени Украинските сечовски стрелци (УСС). Според Михайло Хайворонски тя се е пеела предимно от подразделенията, дошли от Чортково. Иван Коссак, стотник в УСС, свидетелства за същото:
```
„Подразделенията на У.С.С., които се сформираха в Чортково, отидоха на упражнения с песен, след това заминаха за главното място на сбора до Стрий, а след това за Унгария. В Горонда моята стотица пя тази песен, от нея я възприеха други стотици, роти и цяла стрелкова формация. Новото съдържание, стрелково, е създадено от самите стрелци през първите две седмици от престоя им в Горонда“
[
7
]
.
```

Според една версия, през август 1914 г. в Стрий песента „Ой на ливадата...“ е чута за първи път от войника от УСС Григорий Трух от стрелеца Иваницки. Той я е научил от театрални артисти от Лвов. Към първата строфа „Ой на ливадата...” Григорий Трух добавя още три строфи, които съставят „Червена калина”. Той и научава стрелците от ротата си да пеят песента. Скоро първата стрелкова песен „Ой на ливадата червена калина се е прегънала” се разнася из Стрий. А по-късно „Червена калина” започва да се пее в Галиция и по цяла Украйна.
В края на 80-те години на миналия век Леополд Ященко и Надя Светлична добавят към текста на песента строфата „Не завяхвай, червена калино...“.

## Авторство на музиката
Според Степан Чарнецки той сам е избрал мелодията. Музиковедите (Филарет Колесса, Василий Витвицки) я смятат за народна музика. В. Витвицки твърди, че това е мотивът на песента „Ой, червена калина цъфна над кладенеца“.
Володимир Гордиенко в труда си „Украинските сечовски стрелци“, Лвов, 1990 г. споделя, че музиката е написана от известния композитор, автор на много стрелкови песни Михайло Хайворонски.

## Варианти
|  | Текст на песента Ой у лузі червона калина похилилася. Чогось наша славна Україна зажурилася. А ми тую червону калину піднімемо, А ми нашу славну Україну, гей, гей, розвеселимо! А ми тую червону калину піднімемо, А ми нашу славну Україну, гей, гей, розвеселимо! Не хилися, червона калино, маєш білий цвіт. Не журися, славна Україно, маєш добрий рід. А ми тую червону калину піднімемо, А ми нашу славну Україну, гей, гей, розвеселимо! А ми тую червону калину піднімемо, А ми нашу славну Україну, гей, гей, розвеселимо! Ой у полі ярої пшениці золотистий лан. Розпочали стрільці січовії з ворогами тан. А ми тую ярую пшеницю ізберемо, А ми нашу славну Україну, гей, гей, розвеселимо! А ми тую ярую пшеницю ізберемо, А ми нашу славну Україну, гей, гей, розвеселимо! Як повіє буйнесенький вітер з широких степів, Та прославить по всій Україні січових стрільців. А ми тую стрілецькую славу збережемо, А ми нашу славну Україну, гей, гей, розвеселимо! А ми тую стрілецькую славу збережемо, А ми нашу славну Україну, гей, гей, розвеселимо! |  | Превод Ой на ливадата червена калина се е превила; Защо наш'та славна Украйна се е натъжила. А ние таз червена калина ще изправим; А ние наш'та славна Украйна, хей, хей, ще развеселим! А ние таз червена калина ще изправим; А ние наш'та славна Украйна, хей, хей, ще развеселим! Не се прегъвай, червена калино, имаш бял цвят. Не се натъжавай, славна Украйно, имаш добър род. А ние таз червена калина ще изправим; А ние наш'та славна Украйна, хей, хей, ще развеселим! А ние таз червена калина ще изправим; А ние наш'та славна Украйна, хей, хей, ще развеселим! Ой в полята с пролетна пшеница златиста нива. Започнали сичовските стрелци с враговете битка. А ние таз пролетна пшеница ще съберем, А ние наш'та славна Украйна, хей, хей, ще развеселим! А ние таз пролетна пшеница ще съберем, А ние наш'та славна Украйна, хей, хей, ще развеселим! Като задуха бурният вятър от широките степи, Та прослави по цяла Украйна сичовските стрелци. А ние славата на стрелците ще съхраним, А ние наш'та славна Украйна, хей, хей, ще развеселим! А ние славата на стрелците ще съхраним, А ние наш'та славна Украйна, хей, хей, ще развеселим! |  |

|  | Текст на песента Ой у лузі червона калина похилилася, Чогось наша славна Україна зажурилася. А ми тую червону калину підіймемо, А ми нашу славну Україну, гей-гей, розвеселимо! А ми тую червону калину підіймемо, А ми нашу славну Україну, гей-гей, розвеселимо! Марширують наші добровольці у кривавий тан, Визволяти братів-українців з московських кайдан. А ми наших братів-українців визволимо, А ми нашу славну Україну, гей-гей, розвеселимо! А ми наших братів-українців визволимо, А ми нашу славну Україну, гей-гей, розвеселимо! Ой у полі ярої пшениці золотистий лан, Розпочали стрільці українські з москалями тан, А ми тую ярую пшеницю ізберемо, А ми нашу славну Україну, гей-гей, розвеселимо! А ми тую ярую пшеницю ізберемо, А ми нашу славну Україну, гей-гей, розвеселимо! Як повіє буйнесенький вітер з широких степів, То прославить по всій Україні січових стрільців. А ми тую стрілецькую славу збережемо, А ми нашу славну Україну, гей-гей, розвеселимо! А ми тую стрілецькую славу збережемо, А ми нашу славну Україну, гей-гей, розвеселимо! |  | Превод Ой на ливадата червена калина се е превила; Защо наш'та славна Украйна се е натъжила. А ние таз червена калина ще изправим; А ние наш'та славна Украйна, хей-хей, ще развеселим! А ние таз червена калина ще изправим; А ние наш'та славна Украйна, хей-хей, ще развеселим! Маршируват нашите доброволци в кървава бран, Да освободят братята украинци от московски плен. А ние наш'те братя украинци ще освободим, А ние наш'та славна Украйна, хей-хей, ще развеселим! А ние наш'те братя украинци ще освободим, А ние наш'та славна Украйна, хей-хей, ще развеселим! Ой в полята с пролетна пшеница златиста нива. Започнали украинските стрелци с москалите битка. А ние таз пролетна пшеница ще съберем, А ние наш'та славна Украйна, хей-хей, ще развеселим! А ние таз пролетна пшеница ще съберем, А ние наш'та славна Украйна, хей-хей, ще развеселим! Като задуха бурният вятър от широките степи, Та прослави по цяла Украйна сичовските стрелци. А ние славата на стрелците ще съхраним, А ние наш'та славна Украйна, хей-хей, ще развеселим! А ние славата на стрелците ще съхраним, А ние наш'та славна Украйна, хей-хей, ще развеселим! |  |

## Популярност през 2022 г.
На 27 февруари 2022 г. лидерът на украинската група „Бумбокс“ Андрий Хливнюк публикува в Instagram  акапелно изпълнение на първия куплет на песента в военен Киев, на Софийския площад, след което тя придобива нова популярност и става световен хит. Мелодията на песента в това изпълнение е леко модифицирана, т.е — в първия ред на припева се въвежда регистровото повдигане на последната сричка: „И ние ще повдигнем тая червена калина – МО“. Според В. Kuzyk, в тази модификация, „енергията на ["първичния дъх"] "Kha" излиза от утвърдените форми и навлиза в ново жизнено пространство“.

Видеото към песента става изключително популярно и по-късно песента бива изпята в много градове и държави, така демонстрирайки тяхната подкрепа за Украйна по време на войната. Професионални и непрофесионални изпълнители започват масово да се присъединяват към пеещата флашмоб вълна, видеоклиповете на някои изпълнения стават много популярни.
| Паметна монета от Националната банка на Украйна (НБУ) посветена на тази песен |
| Паметна монета от Националната банка на Украйна (НБУ) посветена на тази песен |

Южноафриканският музикант The Kiffness прави музикално оформление на изпълнението на Хливнюк.
Изпълнението на Хливнюк е използвано от групата Pink Floyd, която на 8 април 2022 г. представя композицията Hey, Hey, Rise Up! Парчето е записано от Дейвид Гилмор и Ник Мейсън, двама постоянни членове на групата, заедно с композитора, сценариста и режисьора Нитин Соуни и басиста Гай Прат.
Не по-малко известна става и кавър версията на песента на Андрий Хливнюк, изпълнена от 3-годишно момче Леон.
Въпреки това, най-много гледания (над 17 милиона) бяха получени в YouTube хостинг от редактиран видеоклип за песен, изпълнена от много известни украински певци — Андрий Хливнюк, както и NK, Иван Дорн, Дмитро Кадная, Наталия Могилевска, Хас, Надя Дорофеева, Оля Полякова, Павел Зибров, Йехор Крутохолов, Юрий Ткач, Леся Никитюк, Джамала и момчето Леон с последната фраза на Наталия Могилевска „Добър вечер! Ние сме от Украйна!“

## Известни изпълнения
Песента е изпълнена от много певци и музикални колективи. Сред тях:
- Театър "Не тъгувай" (1989)
- Национален заслужил академичен украински народен хор на Украйна „Григорий Верьовка“[21][22]
- Национална заслужила капела на бандуристите на Украйна „Георгий Майборода“
- Лвовски общински хор "Хомин"
- Александър Малинин — в албума „Червена калина“ (2003)[23]
- Група "Хайдамаки" и Тоня Матвиенко[24]
- Групата "7 Men Brass Band"[25]
- Английската версия на RED KALYNA BLUES е записана от Volodymyr Deyneko

## Интересни факти
- Погрешно се смята, че в игралния филм „На бой отиват само старци“ (1973) Леонид Биков в ролята на капитан Титаренко е изпял първия ред на тази песен, което не е било забелязано от съветската цензура. Това всъщност е първият ред на друга песен — „Ой, на ливадата, на ливадата червена калина...“[26].